# Mary's Harbour
Mary's Harbour es un pueblo canadiense situado en la provincia de Terranova y Labrador.

## Superficie
Mary's Harbour tiene una superficie de 34,25 km².

## Demografía
En 2021, tenía 312 habitantes, una densidad poblacional de 9,1 hab./km², y 147 viviendas.